# Csikériapuszta
Csikériapuszta (szerbül Радичевић / Radičević) vajdasági település, Óbecse községhez tartozik.

## Népesség

### Demográfiai változások
| 1948 | 1953 | 1961 | 1971 | 1981 | 1991 | 2002 | 2011 |
| ---- | ---- | ---- | ---- | ---- | ---- | ---- | ---- |
| 607  | 1060 | 1198 | 1155 | 1117 | 1250 | 1332 | 1091 |